# 2015 في البحرين
أحداث القوائم التالية التي وقعت خلال 2015 في البحرين.

## المناصب العليا
- الملك: حمد بن عيسى بن سلمان آل خليفة
- رئيس الوزراء: خليفة بن سلمان بن حمد آل خليفة

## الأحداث

### يناير
- 17 يناير: المصادمات بين الحكومة البحرينية ومحتجين.[1]